# ISO 3166-2:AM
ISO 3166-2:AM és el subconjunt per a Armènia de l'estàndard ISO 3166-2, publicat per l'Organització Internacional per Estandardització (ISO) que defineix els codis de les principals subdivisions administratives.
Actualment per a Armènia, l'estàndard ISO 3166-2, està format per 1 ciutat i 10 províncies. La ciutat Yerevan és la capital del país i té un status especial equivalent a una província.
Cada codi es compon de dues parts, separades per un guió. La primera part és AM, el codi ISO 3166-1 alfa-2 per a Armènia. La segona part són dues lletres.

## Codis actuals
Els noms de les subdivisions estan llistades segons l'ISO 3166-2 publicat per la "ISO 3166 Maintenance Agency" (ISO 3166/MA)
| Codi  | Nom de la subdivisió (hy) (ISO 9985) | Nom de la subdivisió (en) | Nom de la subdivisió (hy) | Tipus de subdivisió |
| ----- | ------------------------------------ | ------------------------- | ------------------------- | ------------------- |
| AM-ER | Erevan                               | Erevan                    | Երևան                     | Ciutat              |
| AM-AG | Aragac̣otn                            | Aragadzotn                | Արագածոտն                 | Província           |
| AM-AR | Ararat                               | Ararat                    | Արարատ                    | Província           |
| AM-AV | Armavir                              | Armavir                   | Արմավիր                   | Província           |
| AM-GR | Geġark'unik'                         | Gelarquniq                | Գեղարքունիք               | Província           |
| AM-KT | Kotayk'                              | Kotaiq                    | Կոտայք                    | Província           |
| AM-LO | Loṙi                                 | Lorí                      | Լոռի                      | Província           |
| AM-SH | Širak                                | Xirak                     | Շիրակ                     | Província           |
| AM-SU | Siunik                               | Siunia                    | Սյունիք                   | Província           |
| AM-TV | Tavuš                                | Tavuix                    | Տավուշ                    | Província           |
| AM-VD | Vayoć Jor                            | Vayots Dzor               | Վայոց Ձոր                 | Província           |

Notes
1. ↑  Nom en català no inclòs a l'estàndard ISO 3166-2.
2. ↑  Nom en armeni en l'alfabet armeni no inclòs a l'estàndard ISO 3166-2.